# میکلوش روژا
میکلوش روژا (مجاری: [ˈmiklo:ʃ ˈro:ʒɒ) (به مجاری: Miklós Rózsa) (زادهٔ ۱۸ آوریل ۱۹۰۷ – درگذشتهٔ ۲۷ ژوئیهٔ ۱۹۹۵) آهنگساز مجار برنده ۳ جایزه اسکار  که شهرت خود را بیش از هر چیز به موسیقی متن فیلم‌های هالیوودی و انگلیسی مدیون است. او هم‌چنین سازندهٔ قطعات بسیاری از موسیقی‌های مجلسی، کنسرتو و قطعات ارکسترال برای اجرا در سالن‌های موسیقی است. موسیقی روژا به سبک پست‌رومانتیک و بسیار تحت تأثیر ملودی‌های فولکلور کشورش - مجارستان - و تأثیر جزئی دو غول موسیقی قرن بیستم مجارستان یعنی «بلا بارتوک» و «زولتان کودای» است.

## زندگی‌نامه
میکلوش روژا در ۱۸ آوریل ۱۹۰۷ در بوداپست، مجارستان به دنیا آمد و در ۲۷ ژوئیهٔ ۱۹۹۵ در سن ۸۸ سالگی در لس‌آنجلس ایالات متحده آمریکا درگذشت.
روژا فرزند یک خانوادهٔ ثروتمند اهل بوداپست بود؛ پدرش کارخانه‌دار و مادرش زنی هنرمند و عاشق موسیقی بود. او در طول تابستان‌هایی که در املاک پدرش می‌گذراند با طبقهٔ دهقان و رعایای روستاهای اطراف آشنا شد تا جایی که می‌توانست موسیقی فولکلوریک آن‌ها را به خاطر بسپارد. میکلوش کوچک در سن ۵ سالگی نواختن ویولن را آغاز کرد و بعد به آموختن ویولا و پیانو پرداخت، در ۷ سالگی برای اولین بار به روی صحنه رفت و برای عموم به نواختن پرداخت. او در دوران دبیرستان عضو مهم انجمن فرانتس لیست، پیانیست و آهنگساز بااستعداد مجار بود اما به خاطر ایراد دو سخنرانی در دفاع از بارتوک و کودای - که در آن زمان مدرنیست‌های بسیار جنجالی به‌شمار می‌آمدند - به عنوان دانش‌آموز شورشی شناخته می‌شد. در سال ۱۹۲۵ او به خاطر دلخوشی پدرش، در رشتهٔ شیمی دانشگاه لایپزیک ثبت نام کرد اما پس از اتمام سال اول، تغییر رشته داد و به تحصیل موسیقی پرداخت. استادان او در این زمان هرمان گربنر و کارل اشتراوب بودند. او در سال‌های تحصیل اولین اثر رسمی خود را تحریر کرد که یک تریو - سرناد برای سازهای زهی بود. این اثر استادش اشتراوب را چنان تحت تأثیر قرار داد که آن را به انتشارات بریت کوف و هارتل معرفی کرد و آن‌ها این اثر را همراه با یک تریو - سرناد منتشر کردند. روژا پس از فارغ‌التحصیلی در سال ۱۹۲۹ به عنوان دستیار برای گربنر کار می‌کرد و سپس در ۱۹۳۱ به پاریس نقل مکان کرد. سرناد روژا در بوداپست تحت رهبری ارنست فون دونانی اجرا شد؛ جالب آن که ریشارد اشتراوس آهنگساز آلمانی با شنیدن این اثر، روژا را به‌شدت تشویق کرد تا به آهنگسازی ادامه دهد.
روژا در اواسط دههٔ ۳۰، زمانی که دوستش آرتور هونگر موسیقی متن یک فیلم را ساخت، این شاخه از آهنگسازی را کشف کرد. با دیدن نتیجهٔ چشمگیر کار هونگر، روژا به مطالعهٔ فیلم‌ها و نقش موسیقی در قدرت بخشیدن به آن‌ها پرداخت. در ۱۹۳۷ از او دعوت شد تا موسیقی فیلم جاسوسی-عشقی «شوالیهٔ بدون زره» را بسازد. این فیلم که مارلنه دیتریش ستارهٔ آن است، یک موفقیت بین‌المللی بود و مدت کوتاهی پس از پخش آن از روژا دعوت شد تا به گروه تولید کمپانی لندن فیلمز بپیوندد. این کمپانی که توسط فیلمساز مجار الکساندر کوردا به وجود آمده بود، در طول سه سال، آثار کلاسیکی چون «چهار پر و دزد بغداد» را تولید کرد. موسیقی فیلم‌های «طلسم‌شده» (۱۹۴۵) و مرد دوچهره (۱۹۴۷) برای روژا جایزه اسکار را به دنبال داشت. پس از آن روژا به گروه تولید مترو گلدوین مایر پیوست و برای پانزده سال با آن‌ها همکاری کرد. حاصل این همکاری موسیقی فیلم‌هایی چون «بن‌هور»، که اسکار سوم او را به ارمغان آورد - «ال سید»، «آیوانهو» (۱۹۵۲)، «بِس جوان» و بسیاری دیگر از آثارِ مشهور است. در این دوران، او کار نوشتن موسیقی برای کنسرت را فراموش نکرد. روژا در میان نسل آهنگسازان فیلم دوران خود، از جمله موفق‌ترین‌ها بود، زیرا توانست تعادلی بین آثار سینمایی و کنسرت‌های خود به وجود بیاورد. موسیقی کنسرتی او در اثر حضورش در هالیوود ضعیف نشد و روژا همواره موقعیت خود را به عنوان یک آهنگساز جدی حفظ کرد. گاهی اوقات روژا دو نوع کار خود را در هم ادغام می‌کرد؛ در فیلم «زندگی خصوصی شرلوک هولمز» ساختهٔ بیلی وایلدر در سال ۱۹۷۰، روژا علاوه بر ساختن موسیقی متن، در صحنه‌ای از فیلم در حال رهبری کنسرتوی ویولن خود دیده می‌شود. او طی سال‌های ۸۰ هم‌چنان فعال بود و تا آخر این دهه به انتشار آثار جدید خود می‌پرداخت. به‌رغم بالا رفتن سن و یک حملهٔ قلبی تضعیف‌کننده که موجب پایان کار حرفه‌ای روژا در اجرا و رهبری شد، او در دههٔ ۹۰ نیز هم‌چنان در تمام جنبه‌های کار خود فعال بود. روژا در ضبط نسخه‌های جدید آثارش به رهبری جیمز سیدارس همکاری کرد

## آثار

### موسیقی فیلم
- Knight Without Armour (1937)
- The Squeaker (Murder on Diamond Row) (1937)
- Thunder in the City (1937)
- The Green Cockatoo (1937)
- The Divorce of Lady X (1938); موسیقی همچنین اثر Lionel Salter
- چهار پر (۱۹۳۹)
- On the Night of the Fire (The Fugitive) (1939)
- The Spy in Black (1939)
- Ten Days in Paris (1940)
- The Thief of Bagdad (1940)
- New Wine (The Great Awakening) (۱۹۴۱)
- لیدیه (۱۹۴۱)
- Sundown (1941)
- آن خانم همیلتون (۱۹۴۱)
- Jacaré (As musical director) (1942)
- کتاب جنگل (۱۹۴۲)
- To Be or Not to Be (1946); موسیقی همچنین اثر Werner R. Heymann
- پنج گور تا قاهره (۱۹۴۳)
- صحرا (۱۹۴۳)
- So Proudly We Hail! (۱۹۴۳); موسیقی همچنین اثر Edward Heyman
- The Woman of the Town (1943)
- Dark Waters (1944)
- غرامت مضاعف (۱۹۴۴)
- The Hour Before the Dawn (1944)
- خون بر خورشید (۱۹۴۵)
- Lady on a Train (1945)
- تعطیلی ازدست‌رفته (۱۹۴۵)
- The Man in Half Moon Street (1945)
- ترانه‌ای برای یادآوری (۱۹۴۵)
- طلسم‌شده (۱۹۴۵)
- Because of Him (1946)
- آدمکش‌ها (۱۹۴۶)
- The Strange Love of Martha Ivers (1946)
- خوی حیوانی (۱۹۴۷)
- خشم صحرا (۱۹۴۷)
- مرد دوچهره (۱۹۴۷)
- The Macomber Affair (1947)
- The Other Love (1947)
- The Red House (۱۹۴۷)
- Song of Scheherazade (1947)
- Time Out of Mind (1947)
- Kiss the Blood off My Hands (1948)
- The Naked City (1948); موسیقی همچنین اثر فرانک اسکینر
- Secret Beyond the Door (1948)
- A Woman's Vengeance (1948)
- دنده آدام (۱۹۴۹); موسیقی همچنین اثر کول پورتر
- The Bribe (1949)
- Command Decision (۱۹۴۹)
- Criss Cross (۱۹۴۹)
- East Side, West Side (1949)
- مادام بوواری (۱۹۴۹)
- دانوب سرخ (۱۹۴۹)
- جنگل آسفالت (۱۹۵۰)
- بحران (۱۹۵۰)
- The Miniver Story (1950); موسیقی همچنین اثر هربرت استوتهارت
- کجا می‌روی (۱۹۵۱)
- آیوانهو (۱۹۵۲)
- The Light Touch (1952)
- Plymouth Adventure (1952)
- All the Brothers Were Valiant (1953)
- ژولیوس سزار (۱۹۵۳)
- Knights of the Round Table (۱۹۵۳)
- The Story of Three Loves (1953)
- Young Bess (1953)
- Beau Brummell (۱۹۵۴); موسیقی همچنین اثر Richard Addinsell
- آتش سبز (۱۹۵۴)
- Men of the Fighting Lady (1954)
- Seagulls Over Sorrento (1954)
- دره پادشاهان (۱۹۵۴)
- The King's Thief (1955)
- Moonfleet (1955); موسیقی همچنین اثر Vicente Gómez
- Bhowani Junction (۱۹۵۶)
- Diane (۱۹۵۶)
- شور زندگی (۱۹۵۶)
- ستایش از یک مرد بد (۱۹۵۶)
- Something of Value (1957)
- Tip on a Dead Jockey (1957)
- The Seventh Sin (1957)
- زمانی برای عشق ورزیدن و زمانی برای مردن (۱۹۵۸)
- بن هور (۱۹۵۹)
- جهان، جسد و شیطان (۱۹۵۹)
- شاه شاهان (۱۹۶۱)
- ال سید (۱۹۶۱)
- سدوم و گموراه (۱۹۶۳)
- آدم‌های خیلی مهم (۱۹۶۳)
- توان (۱۹۶۸)
- کلاه سبزها (۱۹۶۸)
- زندگی خصوصی شرلوک هولمز (۱۹۷۰)
- The Golden Voyage of Sinbad (1974)
- The Private Files of J. Edgar Hoover (1977)
- پراویدنس (۱۹۷۷)
- کلاه شاپو (۱۹۷۸)
- Last Embrace (1979)
- Time After Time (1979)
- سوراخ سوزن (۱۹۸۱)
- مردگان پیراهن راه راه نمی‌پوشند (۱۹۸۲)